# Durch die Hintertür
Durch die Hintertür ist ein Film von Stanislaw Mitin nach dem Roman von Michail Roschtschin „Die Hintertür. Erinnerung“.

## Handlung
Russland im Jahr 1949. Zu Zeiten Stalins und dem Kalten Krieg führen der minderjährige Schüler Michail und seine Lehrerin Anna eine heimliche Liebe. Eine Liebe die nicht auf Zustimmung stößt. Anna wird unmoralisches Verhalten vorgeworfen und schließlich wird sie von der Schule gefeuert. Doch die leidenschaftliche Liebe hat sowohl Anna als auch Michail verändert.

## Auszeichnungen
- 2009: Filmfestival "Literatur und Kino" Gattschina: Filmentdeckung
- 2009: Filmfestival "Vivat, Kino Russlands!"[1], Sankt Petersburg
- 2009: Filmfestival "Kinoshock": Preis für den besten Hauptdarsteller (Wladimir Kusnezow)[2][3]